# 豊川市立小坂井西小学校
豊川市立小坂井西小学校（とよかわしりつ こざかいにししょうがっこう）は、愛知県豊川市にある市立小学校
児童数が580人を超えている、比較的大規模な小学校である。

## 校訓
正式な校訓は「礼譲」「至誠」「勤労」である。
この他にも校歌と連動した意味の、より子供に分かりやすい第2の校訓のようなものがある。詳細は旧小坂井町HP「町立小坂井西小学校」参照。

## 基礎データ

### 所在地
愛知県豊川市伊奈町縫殿55-1

### 施設
校舎低学年の教室や図書室がある北校舎と、高学年の教室や音楽室などの各種特別教室がある南校舎の2棟に分かれている。
ひょうたん池木が植えられた小さな丘を囲むようにして作られた池であり、教材用の水棲生物が飼育されている。普段は生徒の遊び場になっているため、活発な生徒の中には（深さは大したことないので危険はないが）池に落ちて着替えを借りることになる者もいる。
プラネタリウム南校舎の4Fにある。小学校としては珍しい設備であるが、扱える先生が限られることもあって、生徒にすらあまり知られていない。
校庭・スポーツ施設校庭・体育館の他に、25mプール、野外バスケットコート、各種遊具が整備された中庭、同じく遊具が整備された築山がある。築山については現在駐車場になっている。

## 特色ある行事
修学旅行や運動会といった全国の小学校にあるもの以外の独自の行事としては、以下のものが挙げられる。
- 田植え・稲刈り
- いもさし・いもほり
- 文化祭（小西祭）

## 近くの小中学校
- 豊川市立小坂井東小学校
- 豊川市立小坂井中学校

## アクセス
- JR西小坂井駅